# José Luis Lemos
José Luis Lemos Ameneiro (Santiago de Compostela, provincia de La Coruña, Galicia, España, 30 de enero de 1970), más conocido como José Luis Lemos, es un exfutbolista y entrenador de fútbol español.

## Trayectoria

### Como jugador
Como jugador actuaba de delantero y jugó en varios clubs gallegos de Tercera División como la SD Compostela, la Sociedad Deportiva Mindoniense, el Racing Club Villalbés y otros de Segunda División B como el Club Deportivo As Pontes y el Club Atlético Arteixo.

### Como entrenador
Comenzó su trayectoria en los banquillos en 2005 en las filas del Montañeros Club de Fútbol de Primera Regional. En la temporada 2005-06 logró el ascenso a la Preferente Galicia y en la temporada 2006-07, ascendió a la Tercera División de España con el Montañeros Club de Fútbol.
José Luis dirigiría al Montañeros Club de Fútbol en la Tercera División de España, durante las temporadas 2007-08 y 2008-09, siendo esta última relevado por José Ramón González.
El 16 de julio de 2009, firma por la Sociedad Deportiva Ciudad de Santiago de la Segunda División B de España, pero meses después sería destituido.
El 10 de diciembre de 2009, firma por el Laracha Club de Fútbol en la Preferente Autonómica de Galicia.
En la temporada 2010-11, firma por el Club Deportivo As Pontes de la Tercera División de España.
En la temporada 2014-15 firma por el Centro Cultural y Deportivo Cerceda de la Tercera División de España.
En la temporada 2015-16, se compromete con el CD Boiro de la Tercera División de España, con el que proclama campeón del Grupo I y logra el ascenso a la Segunda División B de España tras vencer en la eliminatoria al Caudal de Mieres.
En la temporada siguiente, decide regresar al Centro Cultural y Deportivo Cerceda de la Tercera División de España.
En la temporada 2017-18, firma como entrenador del CD Boiro de la Tercera División de España, recién descendido de la Segunda División B de España.
El 13 de enero de 2020, firma como entrenador del Bergantiños Fútbol Club de la Tercera División de España, tras sustituir a Borja Facal.
El 2 de mayo de 2021, logra el ascenso con el Bergantiños Fútbol Club a la Segunda Federación, tras quedar en segunda posición del Grupo I de la Tercera División de España.
En la temporada 2021-22, dirige al Bergantiños Fútbol Club en la Segunda Federación, con el que consigue lograr un sexto puesto en la clasificación y renovar una temporada más.
El 16 de enero de 2023, deja de ser entrenador del Bergantiños Fútbol Club.

## Trayectoria como entrenador
| Club                                  | País   | Año       |
| ------------------------------------- | ------ | --------- |
| Montañeros Club de Fútbol             | España | 2005-2009 |
| Sociedad Deportiva Ciudad de Santiago | España | 2009      |
| Laracha Club de Fútbol                | España | 2009-2010 |
| Club Deportivo As Pontes              | España | 2010-2011 |
| Centro Cultural y Deportivo Cerceda   | España | 2014-2015 |
| CD Boiro                              | España | 2015-2016 |
| Centro Cultural y Deportivo Cerceda   | España | 2016-2017 |
| CD Boiro                              | España | 2017-2018 |
| Bergantiños Fútbol Club               | España | 2020-2023 |